# Picot verd ibèric
El picot verd ibèric (Picus sharpei) és una espècie d'ocell de la família dels pícids (Picidae) que habita boscos i terres de conreu de la península Ibèrica i sud-est de França.
Ha estat considerat una subespècie del picot verd comú, però actualment diversos autors el consideren una espècie diferent, arran treballs recents. Tot i això, es considera que el seu nínxol ecològic és fonamentalment el mateix que el que ocupa el seu parent de l'Europa Central, vivint dels mateixos aliments i recursos i mostrant un comportament molt similar o pràcticament igual.